# Batalla de Tarawa
La batalla de Tarawa fue un combate dentro del marco de la Guerra del Pacífico correspondiente a la Segunda Guerra Mundial, librado en el atolón Tarawa desde el 20 de noviembre al 23 de noviembre de 1943. Era la segunda vez que Estados Unidos pasaba a la ofensiva —la campaña de Guadalcanal había sido la primera—, y la primera ofensiva en la crítica región central del Pacífico.
También fue la primera vez en la guerra que Estados Unidos se enfrentó a una fuerte oposición japonesa al efectuar los desembarcos. Los anteriores tuvieron poca o ninguna resistencia inicial. Los defensores japoneses estaban bien abastecidos y bien preparados, y pelearon casi hasta el último hombre. Al coronel David M. Shoup, a los tenientes primeros, Alexander Bonnyman y William D. Hawkins y al sargento primero William J. Bordelon se les concedió la Medalla de Honor.

## Antecedentes
Con el fin de establecer bases aéreas avanzadas, capaces de apoyar las operaciones en todo el Pacífico central, de Filipinas hacia el Japón, los EE. UU. necesitaban tomar las Islas Marianas. Las Marianas estaban fuertemente defendidas, y se sucedieron una serie de ataques contra esas defensas; bombarderos basados en tierra fueron utilizados para debilitarlas. Las islas cercanas capaces de apoyar ese esfuerzo fueron las Islas Marshall, al noreste de Guadalcanal. Tomando las Islas Marshall se proporcionaría una base necesaria para lanzar una ofensiva en las Marianas, pero las Islas Marshall estaban incomunicadas con Hawaí por culpa de una guarnición japonesa, en la pequeña isla de Betio al oeste del Atolón de Tarawa, en las Islas Gilbert. Así, para finalmente lanzar una invasión de las Marianas, la batalla tuvo que empezar hacia el este, en Tarawa. Las fuerzas japonesas eran conscientes de la ubicación estratégica de las islas Gilbert y habían invertido considerable tiempo y esfuerzo en fortificar la isla. El 7.º Sasebo de las Fuerzas Especiales de desembarco japonesas (Special Naval Landing Forces) con 2619 hombres bajo el mando del comandante Takeo Sugai era una unidad de élite de la marina japonesa. Esta unidad poseía 14 tanques ligeros Tipo 95, dirigidos por Ensign Ohtani. Con el fin de reforzar las defensas, los 1247 hombres de la 111.ª Pioneers (similares a los Seabee estadounidenses), junto con los 970 hombres del batallón de construcción de la Cuarta Flota y aproximadamente 1200 trabajadores forzados que se trajeron de Corea, trabajaron en ellas. Una serie de cañones de defensa costera, incluyendo algunos de 8 pulgadas comprados a los británicos antes de la guerra, se encontraban alrededor de la isla y fueron colocados en búnkeres de hormigón. Un total de 500 fortines, empalizadas y cuarenta piezas de artillería, fueron esparcidos alrededor de la isla. Un campo de aviación fue construido en la selva en el punto más alto de la isla. Las trincheras conectaban todos los puntos de la isla, lo que permitía el movimiento de las tropas en caso necesario. El vicealmirante Shibazaki Keiji, que comandaba la guarnición, se había jactado de que «se necesitaría un millón de hombres y cien años» para la conquista de Tarawa.
Betio es una isla con la forma de un triángulo isósceles, con la punta hacia el este y la base en el oeste. La laguna del atolón se encuentra al norte y al este, con toda la costa norte de la isla en las aguas poco profundas del atolón, y los lados sur y oeste en aguas más profundas. Como quiera que los posibles ataques vinieran desde el sur, donde las aguas son más profundas, se construyó un enorme muro, justo en el límite de la marea alta, detrás de la cual una serie de puestos de ametralladoras y casamatas podían disparar sobre cualquiera que tratase de superar el muro. Un largo muelle se construyó apuntando hacia el norte desde el extremo occidental de la isla, permitiendo a los buques de carga  ser descargados pasando los arrecifes y aguas poco profundas, mientras que permitía fondear en las aguas protegidas de la laguna poco profunda.[cita requerida]

## La batalla

### 20 de noviembre

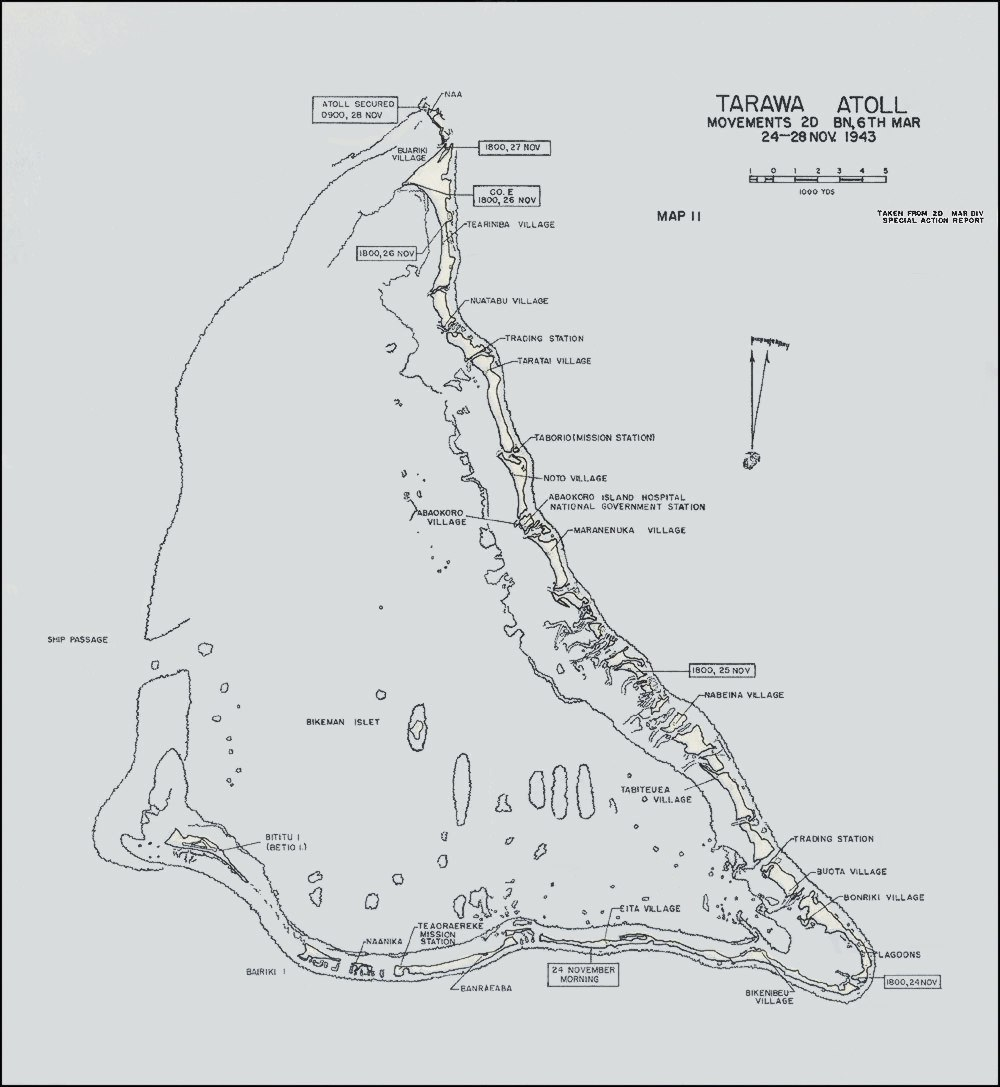
Mapa del Atolón de Tarawa

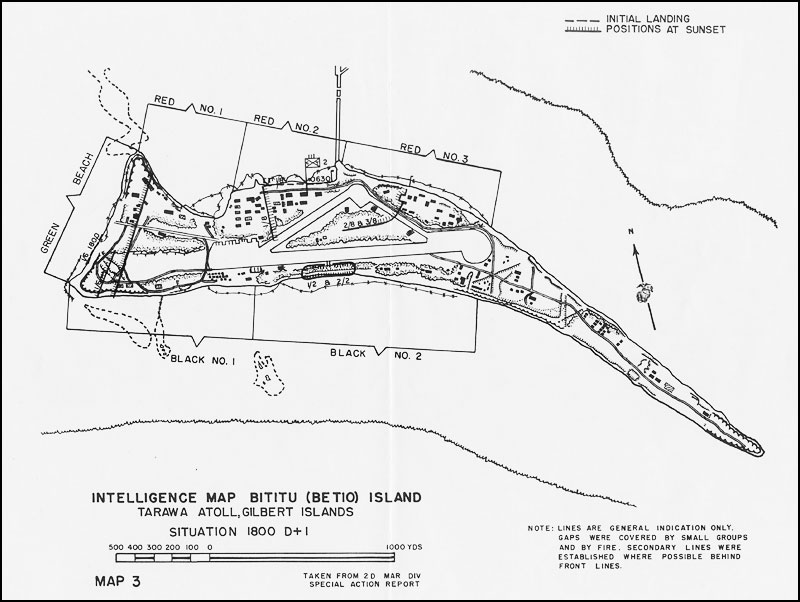
Mapa de Betio, Tarawa

La fuerza de invasión estadounidense fue la mayor jamás reunida para una sola operación en el Pacífico, integrada por 17 portaaviones (6 CV, 5 CVL, 6 CVEs), 12 acorazados, 8 cruceros pesados, 4 cruceros ligeros, 66 destructores y 36 transportes. La fuerza embarcada era la 2.ª División de Marines y una parte de la 27.ª División de Infantería del ejército de los Estados Unidos, cerca de 35 000 soldados y marines. Las fuerzas navales abrieron fuego el 20 de noviembre de 1943. El bombardeo duró más de una hora y media, parando brevemente para permitir que  bombarderos en picado de los portaaviones atacaran contra posiciones fijas. La mayoría de los cañones más grandes de los defensores fueron eliminados durante este período. La isla, que en algunas zonas sólo era de unos cientos de metros de ancho, a causa del bombardeo quedó gran parte en ruinas. En el momento de la invasión, se pensó que nadie quedaría vivo para defender lo que quedaba de la pequeña isla. El plan de ataque convergía en tres playas principales, Playa Roja dividida a su vez en tres zonas (Red 1, Red 2 y Red 3), Playa Negra (Black 1 y Black 2) y Playa Verde respectivamente. La playa Roja estaba dividida en tres zonas, Red 1 en el extremo oeste en el pie de la isla, Red 2 por el centro y Red 3 hacia el este contra el muelle. Las playas Verde y Negra fueron la base occidental y la costa sur, respectivamente, y no se consideraron aptas para desembarcos. Los marines iniciaron su ataque a la laguna a las 09:00 h, después de lo esperado, y se vieron atrapados en un arrecife a unos 460 m de la costa. Los marines habían planificado desembarcar en Betio con marea baja y contaban con que al subir la marea se alcanzaría una profundidad de 1,5 m en la zona de los arrecifes, de manera que permitiera la llegada de las lanchas de desembarco. Pero ese día y el siguiente, en palabras de algunos observadores, «el océano se sentó allí», dejando una profundidad media de 0,9 m sobre el arrecife.
Cuando el bombardeo naval se detuvo para permitir que los marines desembarcaran, los japoneses salieron de los refugios, y rápidamente ocuparon sus posiciones de artillería. Los barcos de la Armada atrapados en el arrecife se vieron atacados por la artillería japonesa y fuego de mortero. Las tropas saltaron a los botes y comenzaron su viaje a tierra, bajo el fuego de ametralladoras. Un pequeño número de LVTs fueron capaces de llegar al arrecife, con cierta dificultad, pero muchos más fueron eliminados por los grandes cañones, y la mitad de los LVT estaban fuera de combate al finalizar la jornada. La primera oleada de LVT sólo fue capaz de poner en tierra a unos cuantos hombres, que estaban inmovilizados en la playa. Varios intentos iniciales de desembarcar tanques y romper la pared defensiva fracasaron cuando las lanchas de desembarco se hundieron o bien tuvieron que retirarse. Dos tanques finalmente desembarcaron en el extremo este de la playa, pero fueron eliminados con bastante rapidez. Otros tres tanques fueron capaces de tocar tierra en el extremo occidental y ayudaron a impulsar la línea a 270 m de la costa, pero uno de ellos cayó en un cráter y otro fue destruido por una mina. El tanque restante se utilizó como un búnker portátil el resto del día. Un tercer pelotón pudo desembarcar con sus cuatro tanques en Red 3 alrededor del mediodía y operar con éxito durante gran parte del día, pero al final del día sólo un tanque seguía operable. Al mediodía, los marines habían tomado con éxito la playa hasta la primera línea de defensa japonesa.
A las 15:30 h la primera línea se había movido tierra adentro en algunas zonas, pero por lo general la primera línea todavía estaba en la playa. La llegada de los tanques a Red 3 y Red 2 (el flanco derecho, mirando hacia el sur de la isla) propició que los marines pudieran avanzar, y al llegar la noche, casi habían conquistado la mitad de la isla, encontrándose a poca distancia de la pista principal.
Durante las horas siguientes los defensores japoneses continuaron hostigando con fuego a los atacantes.[cita requerida]

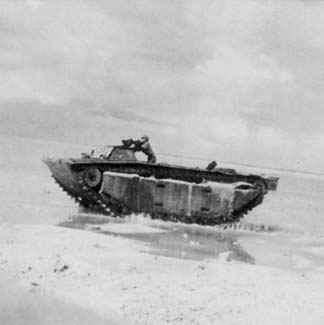
LVT en Green Beach, noviembre de 1943

### 21 de noviembre
Con la ocupación por los marines, de una parte en la isla, el segundo día se intentó dividir las fuerzas japonesas en dos, mediante la ampliación del bombardeo, cerca de la pista de aterrizaje hasta alcanzar la orilla sur. Mientras tanto, las fuerzas de Red 1 se encargaron de asegurar la playa Verde, el extremo occidental de toda la isla. Al final, la playa Verde resultó algo más fácil de lo esperado. Con una fuerte resistencia a lo largo de la zona, el comandante decidió evitar el combate directo y en su lugar solicitó a la Armada que dispararan sobre la costa. Avanzando lentamente durante el día, los observadores de artillería fueron capaces de localizar los puestos de ametralladoras y demás defensas. Una vez terminado el fuego de apoyo, las tropas fueron capaces de tomar las posiciones en, aproximadamente una hora, y con pocas pérdidas. Las operaciones a lo largo de Red 2 y Red 3 eran considerablemente más difíciles. Durante la noche, los defensores habían levantado varios fortines, con más ametralladoras, en un punto desde el cual dominaban a las fuerzas estadounidenses que habían desembarcado en las dos playas. El fuego de los nidos de ametralladoras consiguió que las fuerzas estadounidenses estuvieran separadas unas de otras, pero por la tarde habían cruzado la pista de aterrizaje abandonada y habían ocupado el lado sur. Alrededor de las 12:30 h llegó un mensaje en el que se decía, que aún quedaban algunos defensores en el extremo oriental de la isleta de Bairiki, el islote de al lado. A algunas unidades del 6.º Regimiento de Marines se les ordenó desembarcar en Bairiki para sellar la vía de escape. Provistos de tanques y de artillería, iniciaron los desembarcos a las 16:55 h. Fueron recibidos con fuego de ametralladoras, por lo cual tuvieron que pedir apoyo a la aviación, para tratar de localizar los emplazamientos y suprimirlos. Más tarde se descubrió que sólo había un fortín con 12 ametralladoras. Tenían un pequeño tanque de gasolina en el fortín, y cuando fue alcanzado por fuego de los aviones se incendió. Mientras tanto, otras unidades del 6.º Regimiento fueron enviadas al norte de playa Verde (cerca de Red 1).
Al finalizar el día, todo el extremo occidental de la isla estaba en poder de las fuerzas estadounidenses, así como una línea bastante continua entre Red 2 y Red 3 alrededor de las áreas de tráfico del aeródromo. Otro grupo se había movido a través de la pista de aterrizaje y estableció un perímetro en el lado sur, de Negro 2.
Los grupos no están en contacto unos con otros, con una brecha de más de 460 m entre las fuerzas de Red 1/Green y Red 2, y las líneas en el lado norte hacia el interior desde Red 2/Red 3 no eran continuas. El almirante Keiji Shibazaki murió en el transcurso del bombardeo naval.

### 22 de noviembre

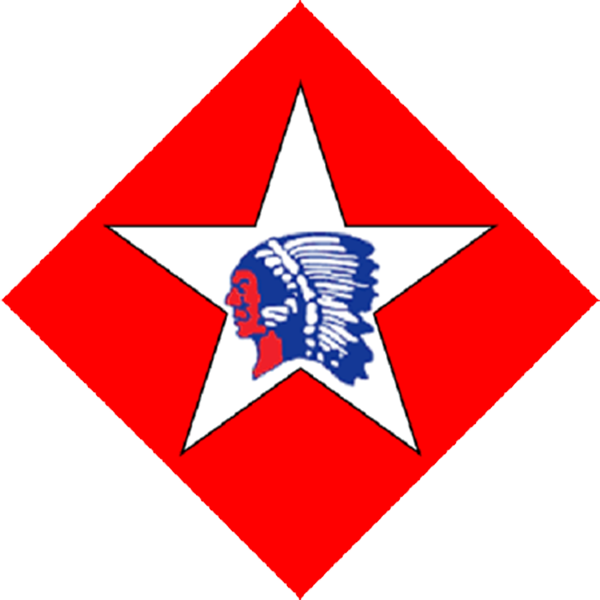
Insignia del Batallón del 6.º Regimiento de la 2.ª División de Marines.

El tercer día de la batalla consistió principalmente en la consolidación de las líneas existentes, y el envío de más tanques y equipos pesados. Durante la mañana las fuerzas que desembarcaron en Rojo 1 habían hecho algunos avances hacia Rojo 2. Mientras tanto, las unidades del 6.º Regimiento desembarcaron en Green al sur de Red 1.
Por la tarde, los efectivos del 1.er.Batallón del 6.º Regimiento, estaban lo suficientemente organizados y preparados para pasar a la ofensiva. Comenzaron a las 12:30 h y consiguieron que las fuerzas japonesas se retiraran hacia la costa sur de la isla. Por la tarde habían llegado al extremo oriental del aeródromo y se unieron con las fuerzas que habían desembarcado en Red 3, dos días antes. Las restantes fuerzas japonesas estaban divididas en pequeños grupos en el interior de la isla, localizados cerca de Red1/Red 2 o cerca del lado este del aeródromo. Conscientes de esto, las fuerzas japonesas lanzaron un contraataque, que comenzó aproximadamente a las 19:30 h. Pequeñas unidades fueron enviadas para infiltrarse en las líneas de los estadounidenses en la preparación de un asalto a gran escala, pero fueron rechazadas por el fuego concentrado de artillería, y el asalto nunca tuvo lugar.

### 23 de noviembre
A las 04:00 h finalmente tuvo lugar el asalto japonés, en la misma zona del que se produjo cinco horas antes. Al finalizar la batalla, 200 de los 300 atacantes fueron encontrados muertos enfrente de las líneas de EE. UU., la gran mayoría a causa del fuego de artillería.

### Consecuencias
Sólo un oficial japonés, 16 soldados y 129 coreanos estaban vivos al final de la batalla. Las bajas japonesas y coreanas fueron más de 4690 muertos. Las fuerzas norteamericanas sufrieron 3983 bajas, 985 muertos y más de 2311 heridos, por parte de los marines y 687 muertos de la Armada de EE. UU. Aunque las fuerzas de Estados Unidos eran siete veces más grandes que las japonesas, estas fueron capaces de infligir un daño sustancial a las fuerzas estadounidenses. Este número de bajas desató una tormenta de protestas en los Estados Unidos, donde no se podían entender las elevadas pérdidas en una pequeña, y aparentemente sin importancia, isla en medio de la nada. Al finalizar la guerra se le preguntó al General Holland M. Smith. 

«¿Tarawa valió ese precio?» «Mi respuesta», «es incondicional: No. Desde el principio, la decisión de la Junta de Jefes de aprovechar Tarawa fue un error y de su error inicial creció el drama terrible de los errores, errores de omisión más que de comisión, lo que resultó en estas víctimas innecesarias». A juicio de Smith, (Nosotros) deberíamos haber dejado que Tarawa se secase en la parra. Podríamos haberla neutralizado desde nuestras bases en la Isla Baker, al este, y las islas Ellice y Phoenix, hacia el sureste..

Las pérdidas en Tarawa se pueden explicar por la dificultad de coordinar las operaciones anfibias combinadas, una de las misiones militares más exigentes. En ese momento, Tarawa fue el atolón invadido por las fuerzas aliadas en el Pacífico con el mayor número de defensas. Pero las lecciones aprendidas en Tarawa se aplicarían en la batalla de Iwo Jima.